# Xerentes
Xerentes és un poble indígena que habita a l'estat brasiler de Tocantins, al marge dret del riu Tocantins, al cerrado proper a la ciutat de Tocantínia que, situada entre dues terres indígenes xerentes, ha estat escenari de tensions entre colons i xerentes.
L'ètnia xerente està formada per aproximadament 3.500 persones, distribuïdes en 33 pobles que componen les terres indígenes de xerente i Funil, amb 183.542 hectàrees demarcades.
Parlen la llengua akwe, pertanyent a la família lingüística Gê. Són experts en l'artesania de trenat. Amb la llana de babaçu i la seda de buriti, produeixen cistelles, senalles, bosses, tapets i ornaments per al cos.